# طرح کسب‌وکار
طرح کسب‌وکار (به انگلیسی: Business plan) یک نوشتهٔ رسمی است که اهداف کسب‌وکار را تعیین، دلایل امکان تحقق اهداف را ذکر و برنامه‌هایی که برای رسیدن به اهداف دنبال می‌شوند را ارائه می‌کند. همچنین ممکن است شامل اطلاعاتی دربارهٔ پیشینهٔ سازمان و تیم مجری طرح باشد. طرح کسب‌وکار سندی مکتوب است که جزئیات کسب‌وکار پیشنهادی را مشخص می‌کند. این سند باید ضمن تشریح موقعیت کنونی، نیازها، انتظارات و نتایج پیش‌بینی شده را شرح دهد و کلیۀ جوانب آن را ارزیابی کند.
یک طرح خوب در ادارۀ هر مرحله از شروع و راهبری کسب‌وکار کمک‌کننده خواهد بود. از طرح کسب‌وکار به عنوان یک نقشۀ راه برای چگونگی ایجاد ساختار، اجرا و رشد کسب‌وکار جدید استفاده می‌شود و به صاحبان کسب‌وکار و کارآفرینان کمک می‌کند تا عناصر کلیدی کسب‌وکار را شناسایی کرده و آن‌ها را دنبال کنند. آماده کردن یک طرح کسب‌وکار نتیجۀ نهایی روند طرح‌ریزی نیست، بلکه تحقق طرح، هدف نهایی است. با این وجود نوشتن طرح یک مرحلۀ میانی مهم است. طرح نشان می‌دهد که به منظور یک کسب‌وکار محرز، بررسی‌های دقیق در ایجاد کسب‌وکار انجام شده‌است و برای راه‌اندازی آن، کارآفرین وظیفه‌اش را انجام داده‌است.

## تعریف
طرح کسب‌وکار، نوشته‌ای توصیفی و جامع در مورد کسب‌وکار یک مؤسسه یا یک کارآفرین است. این طرح حاوی بررسی‌های دقیقی در خصوص تولیدات یا خدمات یک شرکت، بازار و مشتریان، رقبا، منابع انسانی، منابع تأمین مالی، تکنولوژی و ابعاد فنی محصول یا خدمات و … است. یکی از مهم‌ترین کارکردهای طرح تجاری این است که با تدوین آن، کارآفرین می‌تواند عوامل داخلی و خارجی درگیر در یک کسب‌وکار را شناسایی و اثر آن‌ها را بر روی فعالیت خود بررسی نماید. یکی دیگر از کارکردهای طرح کسب‌وکار این است که قضاوت در مورد سرمایه‌گذاری یا عدم سرمایه‌گذاری بر روی یک طرح را برای سرمایه‌گذاران یا وام دهندگان طرح تسهیل می‌کند.

## سرفصل‌ها
در طرح کسب‌وکار، سرفصل‌های متعددی مورد بحث و بررسی قرار می‌گیرد تا توانمندی کارآفرینان، بازار محصول یا خدمت، نحوۀ تولید و میزان سودآوری و موارد مشابه را بررسی نماید؛ اما الگو و فرمت مشخصی برای طرح کسب‌وکار وجود ندارد و مراجع مختلف، سرفصل‌های متفاوتی را برای این منظور در نظر گرفته‌اند. به‌طور مثال روبرت هیس ریچ در کتاب کارآفرینی این عنوان‌ها را در نظر گرفته‌است (که عیناً از کتاب مذکور نقل می‌شود):
1. معرفی
  1. نام و نشانی فعالیت اقتصادی
  2. نام و نشانی مدیران
  3. ماهیت فعالیت اقتصادی
  4. بیان مبالغ مالی مورد نیاز
  5. بیان میزان محرمانه بودن گزارش
2. خلاصۀ مدیریتی: در این بخش، خلاصه‌ای از کل طرح تجاری در دو یا سه صفحه خلاصه می‌شود.
3. تحلیل صنعت
  1. دورنما و روند آتی
  2. تحلیل رقبا
  3. بخش‌بندی بازار
  4. پیش‌بینی صنعت
4. شرح فعالیت کارآفرینانه
  1. کالاها
  2. خدمات
  3. اندازۀ فعالیت اقتصادی
  4. تجهیزات دفتری و کارکنان
  5. پیشینۀ کارآفرینان
5. طرح تولید
  1. فرایند تولید
  2. کارخانۀ فیزیکی
  3. تجهیزات و ماشین‌آلات
  4. نام تأمین‌کنندگان مواد اولیه
6. طرح بازاریابی
  1. قیمت‌گذاری
  2. توزیع
  3. تبلیغ
  4. پیش‌بینی تولید
  5. کنترل‌ها
7. طرح سازمانی
  1. شکل سازمانی و نوع مالکیت
  2. شناسایی شریکان یا سهامداران عمده
  3. میزان اقتدار مدیران
  4. پیشینۀ مدیریت گروه
  5. نقش و مسئولیت اعضای سازمانی
8. ارزیابی ریسک
  1. ارزیابی ضعف فعالیت اقتصادی
  2. فناوری‌های جدید
  3. طرح‌های احتمالی
9. طرح مالی
  1. پیش‌نویس سود و زیان
  2. برآورد جریان نقدینگی
  3. پیش‌نویس ترازنامه
  4. تحلیل نقطۀ سربه‌سر
  5. منابع و موارد استفادۀ وجوه
10. ضمیمه
  1. نامه‌ها
  2. داده‌های تحقیق بازار
  3. اجاره‌نامه‌ها یا قراردادها
  4. فهرست‌های قیمت تأمین‌کنندگان